# زائفة جنوبية
زائفة جنوبية (الاسم العلمي: Pseudomonas meridiana) هي نوع من البكتيريا تتبع جنس الزائفة من فصيلة الزوائف.